# レトロゾール
レトロゾール（英: letrozole）は乳癌の治療で用いられるアロマターゼ阻害薬の一種であり、アロマターゼから作られるエストロゲンの産生を抑えることによってホルモン依存性の腫瘍を抑える効果が期待される。開発名はCGS 20267で、フェマーラという商品名で販売されている。

## 作用
閉経前の女性は主として卵巣においてエストロゲンが作られるが、閉経後は専ら副腎で作られるアンドロゲンをアロマターゼがエストロゲンに変換することで産生される。レトロゾールは、アロマターゼを阻害することで閉経後のエストロゲン依存性の乳癌に対して効果を発揮する。閉経後の早期乳癌女性患者に対する術後補助療法において、エストロゲン拮抗薬であるタモキシフェンとの比較試験を行ったところ、レトロゾールの方が有意に再発を防ぐことがわかっている。

## 副作用
レトロゾールの副作用はエストロゲンの減少によるものが中心となる。
- 血中コレステロール増加
- 血栓症（心筋梗塞・脳梗塞）
- ほてり
- 頭痛
- 肝機能障害
- 疲労感
- 骨粗鬆症
- めまい

など。

## 代謝
レトロゾールは主としてCYP3A4またはCYP2A6によって代謝を受け、グルクロン酸抱合を受けたのち、主に腎臓から排泄される。特にCYP2A6がその代謝で主要な役割を担っているとされ、この多型が問題となる。